# National Motor Academy
Die National Motor Academy war ein britischer Hersteller von Automobilen und zugleich eine Fahrschule.

## Unternehmensgeschichte
Herr Turberville-Smith gründete das Unternehmen als Fahrschule. Der Sitz befand sich an der Boundary Road 3 im Londoner Stadtteil Notting Hill. 1906 begann die Automobilproduktion, die bei West Limited in Coventry stattfand. Der Markenname lautete Academy. 1907 wurde das Unternehmen in eine Aktiengesellschaft umgewandelt. Im Mai 1908 folgte die Insolvenz.

## Fahrzeuge
Das Modell 14 HP entsprach dem 14/20 HP von West. Die Wagen waren mit Vierzylinder-Reihenmotor von White & Poppe ausgestattet. Der Motor war vorne im Fahrzeug montiert und trieb über eine Kardanwelle die Hinterachse an. Sie waren besonders auf den Fahrlehrbetrieb abgestimmt und hatten daher eine zweite Pedalerie eingebaut. Der Radstand betrug 2337 mm. Die Karosserieversion Tourenwagen ist überliefert.
Academy bot auch Fahrzeuge ohne zweite Pedalerie an. Eines dieser Fahrzeuge nahm am 27. September 1906 am Tourist Trophy Race teil, fiel allerdings nach drei Runden aus.